# هیسترومتر

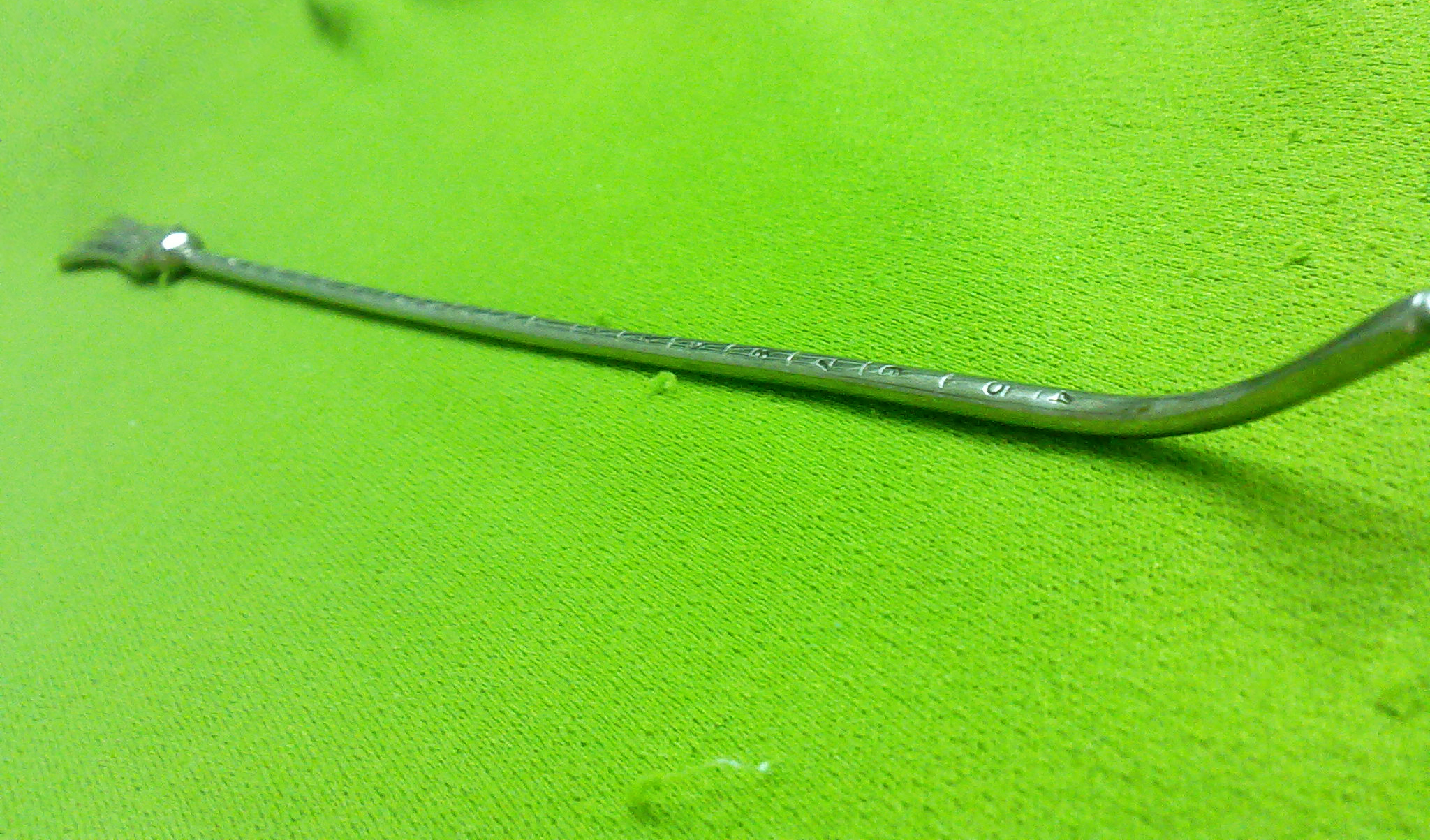
Hystrometer 02

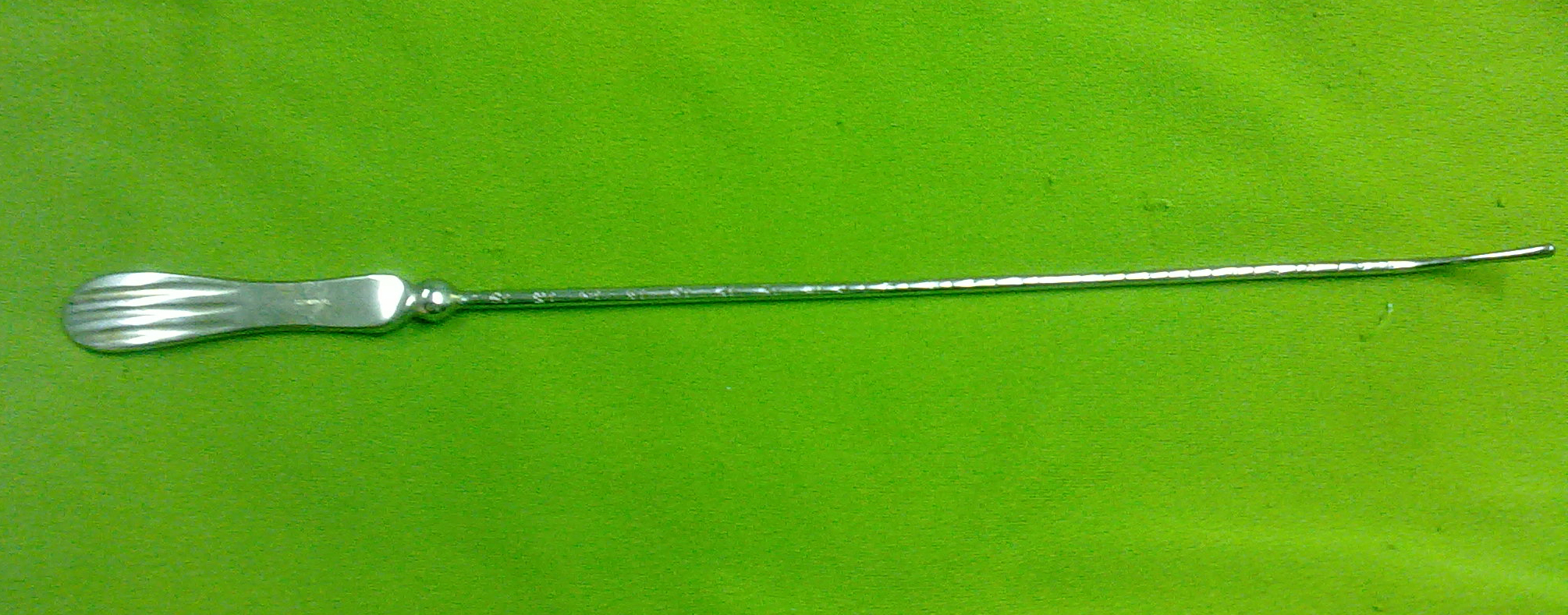
Hystrometer

هیسترومتر (به انگلیسی: hysterometer) یکی از ابزارهای جراحی است که مدرّج و انعطاف‌پذیر بوده و برای اندازه‌گیری عمق رحم از آن بهره می‌گیرند. نام دیگر آن سوند رحمی است
- وسیله ای برای اندازه گیری عمق رحم اندازه گیری عمق رحم در مواردی مانند جای‌گذاری IUD کاربرد دارد. مزایای هیسترومتر یکبار مصرف : 1) کاهش احتمال پارگی بافت رحم و تروما احتمالی 2)مدرج بودن و وجود استوپر جهت اندازه‌گیری دقیق عمق رحم 3) جلوگیری از انتقال بیماری ها و عفونت